# Lucas Almeida
Lucas Almeida (Sorocaba, 13 de janeiro de 1991) é um lutador de artes marciais mistas (MMA) do Brasil, que compete como peso-pena, já foi Campeão do peso-leve do Jungle Fight Championship e atualmente luta na categoria até 66kg no Ultimate Fighting Championship.
Em sua estreia no UFC, nocauteou Michael Trizano no dia 4 de junho de 2022, no UFC Fight Night 207, esse nocaute no terceiro round lhe rendeu o prêmio de Luta da Noite.

## Carreira

### Início
Começou como atleta tinha 18 anos, conta que sempre gostou de briga e foi em uma academia na frente da casa dele, em Sorocaba, que começou a mundo das lutas. Lucas então decidiu dar aulas com a ideia de passar mais tempo na academia e ajudar a família financeiramente, que morava nos fundos de um lava-jato. Lucas já mostrava potencial desde cedo, todos puderam ver na luta de estreia. O que poucos sabem é que, antes de assinar o contrato com o UFC, ele dividia a rotina entre trabalhar no lava-rápido da família, dar aulas na academia e lutar em torneios.
Pensando em ajudar a comunidade, em um dos lava-rápidos da família, na rua Paes de Linhares, o irmão de Lucas dá aulas de kickboxing e capoeira gratuitamente.

### UFC
Lucas Almeida acumula um cartel de 14 vitórias e uma derrota em 15 lutas, sendo que em oito delas o brasileiro finalizou no primeiro round. A única vez que perdeu foi em setembro de 2021 no Contender Series, porta de entrada para o UFC, por uma decisão dos juízes, porém, o paulista foi chamado para conversar com Dana White que falou que se ele ganhasse mais uma luta e a passagem para o UFC era certa, ele conseguiu e assinou seu contrato em fevereiro de 2022.

## Cartel no MMA
| Res    | Oponente        | Método                  | Evento                                  | Data     | Round | Local             | Nota           |
| ------ | --------------- | ----------------------- | --------------------------------------- | -------- | ----- | ----------------- | -------------- |
| Venceu | Michael Trizano | Nocaute técnico (socos) | UFC Fight Night: Volkov vs. Rozenstruik | 4/6/2022 | 3     | Las Vegas, Nevada | Luta da Noite. |